# St. Anns Bay
St. Anns Bay (do 5 kwietnia 1951 St. Ann Bay, do 14 sierpnia 1962 St. Ann’s Bay) – zatoka (ang. bay) Oceanu Atlantyckiego w kanadyjskiej prowincji Nowa Szkocja, w hrabstwie Victoria; nazwa St. Ann Bay urzędowo zatwierdzona w 1924.